# Ilona Popermajer
Ilona Popermajer, född 1 september 1965, är en svensk konstnär. Åren 1995 till 1997 levde och arbetade hon i Kanada, men verkar numera åter i Skåne. Tillsammans med kulturarbetaren Hans Tapper driver hon Galleri Tapper-Popermajer i Teckomatorp. Ilona Popermajer är av ungersk-tysk härkomst, dotter till en tysk mor och en ungersk far, men bosatt i Sverige hela sitt liv.

## Separatutställningar i urval
- "Relations", Gallery 306, 80 Spadina Art Complex, Toronto, Kanada, 1996
- "Relations", Café des Arts, 80 Spadina Art Complex, Toronto, Kanada, 1996
- Adonis Gallery, 126 Cumberland Street, Toronto, Kanada, 1996
- Gong Gallery, 651 Bloor Street West, Toronto, Kanada, 1997
- Galleri Popermajer, Landskrona, 1998
- Galleri Dubbletten, Västra Ljungby, 1998
- Galleri Popermajer, Eslöv, 1998
- Galleri Konstrummet, Stockholm, 1998
- Galleri Kåseberga, Kåseberga, 1999
- Café Manilla, Eslöv, 1999
- Borgeby slott, Bjärred, 1999
- Galleri Konstrummet, Stockholm, 1999
- Tapper-Popermajer Art Gallery, Malmö, 2000
- Varbergs Konsthall, Varberg, 2000
- Örkelljunga Konstförening, Örkelljunga, 2000
- Bioglan, Malmö, 2001
- Helsingborgs Konst- & Jazzfestival, Helsingborg, 2001
- Christinehofs slott, Sommarsalen, 2002
- Christinehofs slott, Stora salarna, 2002
- TP 1 r.o.k., Malmö, 2003
- Stockholm Art Fair, Sollentuna, 2005